# Demonax subai
Demonax subai är en skalbaggsart som beskrevs av Holzschuh 1989. Demonax subai ingår i släktet Demonax och familjen långhorningar. Inga underarter finns listade i Catalogue of Life.